# Plethodon petraeus
Plethodon petraeus é uma espécie de salamandra da família Plethodontidae.
É endémica do Pigeon Mountain do Geórgia dos Estados Unidos da América.
Os seus habitats naturais são: florestas temperadas, áreas rochosas e cavernas.
Está ameaçada por perda de habitat.